# كرسول كثيف
كرسول كثيف (الاسم العلمي:Crassula compacta) هو نوع نباتي يتبع جنس الكرسول من فصيلة الكرسولية.